# Hang động Važecká

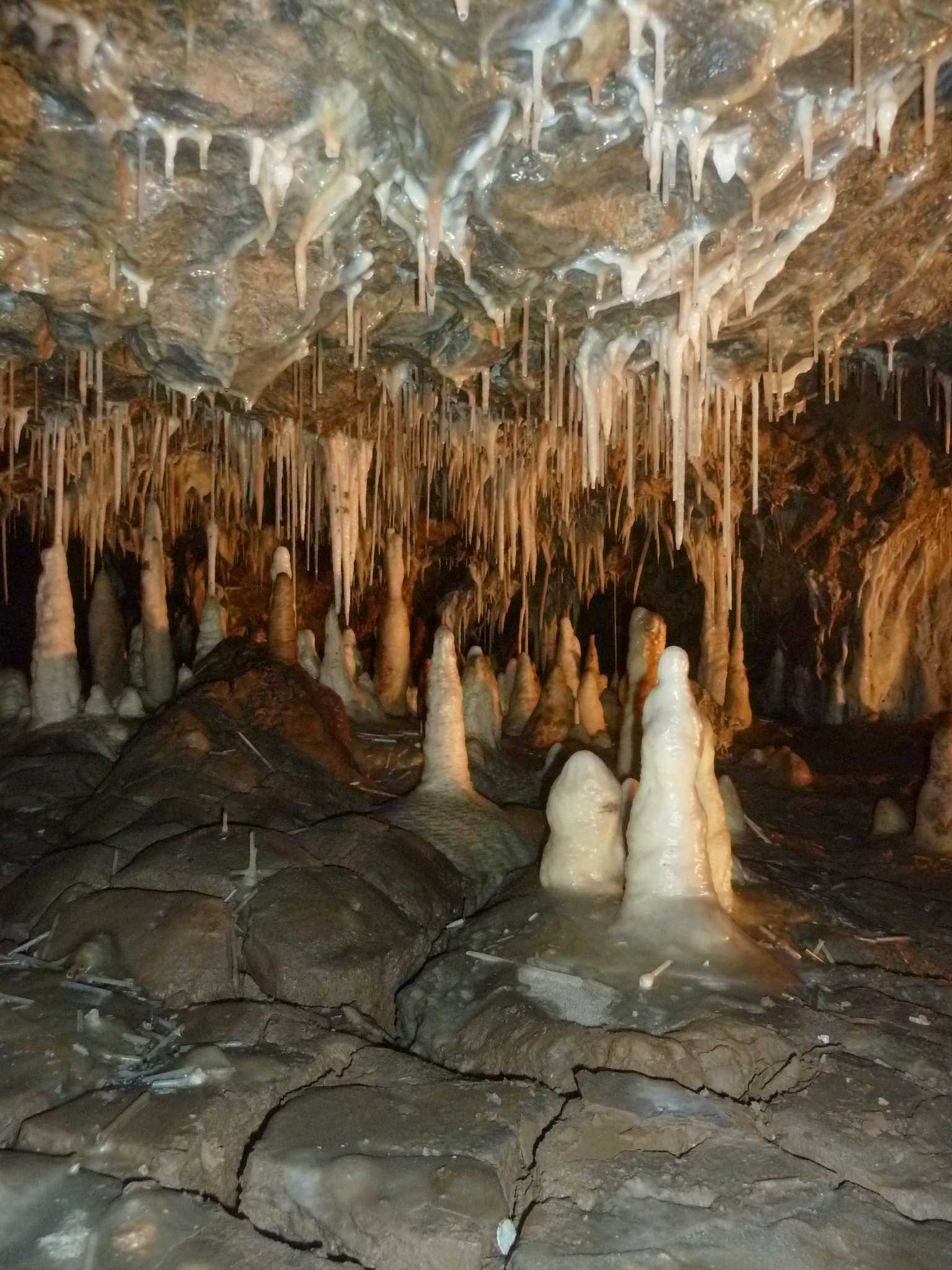
Hang động Važecká (2012)

Hang động Važecká (tiếng Slovak: Važecká jaskyňa) là một trong những hang động đá vôi có thạch nhũ phong phú và đẹp nhất ở Slovakia. Hang động này dài 530 m và có độ cao 784 m so với mực nước biển. Hang động Važecká nằm ở phía Tây của làng Važec và ở phía Bắc của dãy núi Low Tatra, vùng Prešov.

## Lịch sử
Hang động Važecká được sinh viên Ondrej Húska phát hiện vào năm 1922. Năm 1954, những nhà thám hiểm đã tìm ra và cải tạo thêm những khoảng không gian khác bên trong hang động. Năm 1968, hang động này được công nhận là Di tích Tự nhiên Quốc gia. Hiện nay, một phần hang động được dành cho công chúng tham quan.

## Tham quan
Trong tổng chiều dài 530 m, du khách có thể tham quan một phần hang động dài khoảng 235 m. Du khách sẽ tiếp cận được những khu vực đẹp nhất của hang động với nhiều màu sắc rực rỡ (màu xanh, màu trắng hoặc màu vàng sáp). Ngoài ra, hình dáng phong phú của phần thạch nhũ cũng là những kiệt tác tự nhiên đáng chú ý trong chuyến tham quan. Thời gian chuyến thăm là khoảng 25 phút. Nhiệt độ hang động thường dao động từ 6,5 °C đến 7,1 °C.